# Time of Despair
Time of Despair è il terzo album pubblicato dalla band finlandese gothic metal Entwine.

## Tracce
1. Stream Of Life
2. The Pit
3. Nothing Left To Say
4. Safe In A Dream
5. Burden
6. Falling Apart
7. Until The End
8. Learn To Let Go
9. Time Of Despair
10. Tonight
11. Tears Are Falling (KISS cover)

## Formazione
- Mika Tauriainen - voce
- Tom Mikkola - chitarra
- Jaani Kähkönen - chitarra
- Riitta Heikkonen - tastiere, voce
- Joni Miettinen - basso
- Aksu Hanttu - batteria